# Scontri armeno-azeri del 2015
Il 2015 registra una progressiva ulteriore recrudescenza negli scontri armeno-azeri con una particolare intensità, come nell'anno precedente, nei mesi di gennaio e di agosto ma anche settembre allorché, lungo la linea di demarcazione tra Nagorno Karabakh e Azerbaigian e lungo il confine tra questo e l'Armenia, si registrano attività belliche che vanno oltre le consuete azioni di cecchinaggio e si concretizzano in tentativi di penetrazione nel territorio nemico con numerose vittime da ambo le parti.
Nell'economia di questi incidenti, per quanto desumibile oltre gli stereotipi comunicati ufficiali delle parti in causa, a tentativi di incursione azera fanno seguito rappresaglie armene.
Il 2015 evidenzia anche un uso sempre più frequente di armi di medio calibro, mortai (da 60,82, 107 e 120 mm) e lanciagranate, che alzano ulteriormente il livello della tensione e allarmano le istituzioni internazionali preoccupate dell'escalation della crisi che raggiunge il suo culmine ad agosto allorché si sviluppa lungo la linea di demarcazione tra Nagorno Karabakh una vera e propria battaglia con un numero (non ufficiale) di almeno una decina di vittime.
Sempre più frequente anche l'uso di droni per monitorare il campo avversario e comandare il lancio di artiglieria.

## Scontri di gennaio
L'inizio del nuovo anno è testimone di un violento  scontro aperto tra le parti che provoca numerose vittime. Il 3 gennaio cadono due soldati karabakhi , la rappresaglia successiva lascia sul terreno almeno tre azeri. La tensione si mantiene calda anche sul confine tra Armenia e Azerbaigian dove il 17 viene segnalato un altro caduto. Tra il 20 e il 23 nuove attività belliche lungo la linea di demarcazione tra Azerbaigian e Nagorno Karabakh provocano diversi morti. Il Gruppo di Minsk dell'Osce è preoccupato e lancia ripetuti appelli (inascoltati) alle parti. Il comunicato stampa rilasciato dall'Organizzazione stila un numero di dodici caduti e diciotto feriti nel solo mese di gennaio.

## Scontri di agosto
Se nel corso dell'anno non sono mancate ripetute violazioni del cessate-il-fuoco che hanno lasciato sul terreno diversi caduti, l'organizzazione dei primi Giochi olimpici europei organizzati a Baku sembra aver riportato la calma sui fronti bellici e, nei mesi di giugno e luglio, contrariamente agli anni passati, non si registrano violazioni particolarmente gravi.
La tensione ritorna invece prepotentemente a salire nel mese di agosto al punto tale da lasciar ipotizzare l'avvio di una vera e propria guerra tra armeni e azeri. Il ministero della difesa del Nagorno Karabakh informa che nella notte tra il 22 e il 23 agosto un tentativo di penetrazione azera nel territorio armeno è stato respinto. Gli azeri avrebbero lasciato sul terreno quattro caduti e quindici feriti. Secondo fonti azere sarebbero stati invece gli armeni a registrare perdite quasi analoghe (5 morti e 15 feriti).

## Violazioni di settembre
Il mese di settembre fa registrare gravi incidenti su entrambi i fronti, sia al confine tra Armenia e Azerbaigian che lungo la linea di contatto fra questo e il Nagorno Karabakh. Nel primo caso alle azioni azere che colpiscono i civili residenti nei villaggi di confine della regione armena di Tavush fanno seguito pesanti azioni di rappresaglia armena.
In Nagorno Karabakh si segnala invece un sempre più frequente uso di mortai che provocano vittime anche ad alcuni chilometri dalla linea di confine. L'Osce si appella ancora una volta alle parti.
Secondo il "Caspian Defence Studies Institute" il numero di caduti azeri nei primi dieci mesi dell'anno ammonterebbe a 63. Non è noto il dato relativo alle perdite armene che tuttavia dovrebbero essere orientativamente un terzo di quelle avversarie.

## Uso di carro armato
Nel mese di dicembre si verificano nuove ripetute violazioni del cessate il fuoco soprattutto lungo la linea di demarcazione tra Azerbaigian e Nagorno Karabakh. In particolare il giorno 9 viene segnalato l'uso, da parte di forze azere, di un carro armato i cui colpi provocano la morte di un soldato armeno. Per la prima volta dalla firma dell'accordo di cessate-il-fuoco del 1994 viene utilizzato un tale mezzo. Anche il Dipartimento di Stato degli Stati Uniti si dichiara preoccupato di tale escalation di violenza.